# Manuel D'Ornellas Suárez
Manuel Antonio José d'Ornellas Suárez (San Sebastián, España, 29 de abril de 1937 - Montevideo, Uruguay, 15 de mayo de 1999) fue un abogado y distinguido periodista hispanoperuano.

## Biografía
Nacido el 29 de abril de 1937 en San Sebastián, España. Fue inscrito por su familia en el consulado peruano de la localidad. Sus padres fueron el peruano Manuel d'Ornellas y Pardo, IV barón de Ornelas, y la española Pilar Suárez de Salazar. Su familia, de origen portugués, y perteneciente a la nobleza de ese país, fue depositaria de la baronía de Ornelas hasta la caída de la monarquía en 1910, fecha en la que la nobleza fue abolida legalmente y el título pasó a ser utilizado solo nominalmente. Cuando Augusto Leguía perpetró el golpe de Estado contra el presidente José Pardo y Barreda, en 1919, tanto los Pardo como los Ornelas se vieron forzados a salir del Perú y exiliarse cerca de dos décadas en Europa, principalmente en Inglaterra y España.
La Segunda Guerra Mundial obligó a la familia a trasladarse primero a Perú y luego a Argentina. Ahí realizó sus estudios escolares en los colegios Santa María y Cardenal Newman de Buenos Aires y cursó estudios superiores de Derecho en la Universidad de Buenos Aires.
En 1960, contrajo matrimonio, en Río de Janeiro, con la princesa polaca Monika Radziwill Czartoryska, nieta de los príncipes Franciszek Pius Radziwiłł y Adam Ludwik Czartoryski. La pareja tuvo tres hijos: Tomás, Verónica y Cristina. Luego, se casaría por segunda vez con la uruguaya Rosario Abraham Viani en 1983.
Fue agregado comercial en la embajada del Perú en Argentina, entre los años 1960 y 1962, y luego trabajó para la Deltec Banking Co., de Nueva York, junto a Manuel Ulloa Elías.
En 1965, ingresa al periodismo, como colaborador de Cambio 16, de Madrid. Destacaba por su inteligencia, ironía y por la agudeza de sus artículos.
Desde Buenos Aires es traído a Lima por Manuel Ulloa para asumir la jefatura de la página editorial del diario Expreso (1965-1970), escribe después a diario en la columna creada por Luis Loli «Voz y voto».
Luego de la expropiación de los diarios en 1974, así como las amenazas de muerte que recibió su familia, se exilia en Argentina, en donde edita un semanario de información económica sobre Latinoamérica, Semana Latinoamericana o Latin American Week, que le valió que el Gobierno militar le retirara la nacionalidad. Fue amnistiado en 1976 por Morales Bermúdez.
Al regresar a Lima, trabaja en la revista Caretas y, posteriormente, en el diario Expreso como jefe de editorial (entre 1980 y 1986). Se convirtió en el mejor comentarista político del Perú. El 21 de agosto de 1988, asume la dirección del diario Expreso, en reemplazo de Mario Miglo. Luego de varios años al frente del periódico, renuncia al cargo, dejando un gran vacío en el diario.
También fue panelista del programa Pulso, del canal 5 (1980-1987), director de Voz y voto, de canal 4, en 1983, y de Conexiones, de canal 5, en 1985.
Fue columnista del suplemento Domingo, de La República, del 31 de mayo de 1998 hasta marzo de 1999. Escribió en El Observador, de Montevideo, La Nación, de Buenos Aires, y columnista semanal del Buenos Aires Herald (en inglés).
En 1995 fue nombrado embajador especial ante Uruguay para explicar la posición peruana en el conflicto fronterizo con Ecuador y también miembro de la Comisión Consultiva del Ministerio de Relaciones Exteriores en la gestión de Francisco Tudela. 
El 18 de marzo de 1999, fue nombrado por el ministro de Relaciones Exteriores, Fernando de Trazegnies, embajador del Perú en Montevideo. Cargo que no pudo asumir porque le sorprendió la muerte, el 15 de mayo de dicho año, por hemorragia múltiple luego de ser sometido a una operación por una úlcera al estómago en el sanatorio Cima España en Montevideo, Uruguay. Sus restos fueron enterrados en el Cementerio Central de Montevideo, en el panteón de la familia de su esposa, para luego ser trasladados a Lima.

## Premios y reconocimientos
- Premio Jerusalén para prensa escrita (1983 y 1991)
- Pluma de Oro de la Confederación Nacional de Comerciantes (Conaco) (1997)
- Insignia de la Orden al Mérito Docente y Cultural Gabriela Mistral en el grado de comendador en Chile (1997)

- Fue considerado por cinco años consecutivos (1990-1995) como el periodista más influyente a nivel nacional, según la encuesta anual de la revista Debate, del Grupo Apoyo.

## Menciones
Víctor Andrés Ponce publica, en 2008, su novela Las muertes de Emilio (Edit. Norma), cuyo personaje Dargento está inspirado en Manuel D'Ornellas.

## Artículos
- Terrorismo y democracia